# Albert Visart de Bocarme
Albert Visart de Bocarme (Brüsszel, 1868. október 16. – Brugge, 1947. április 7.) belga régész és numizmatikus volt.

## Családja és élete
Apja, Amedee Visart de Bocarme, legkisebb fia volt, felesége Marie-Thérèse d'Oultremont de Wegimont et de Warfusée (1874-1947) grófnő.
A belga Uitbergen település polgármestere volt, de a település tulajdonképpen a Visart de Bocarme család tulajdonában volt, akik a lakosság nagy részét is foglalkoztatták. A család birtokában volt még a közeli Donkmeer tó nagy része.
Albert legnagyobb hozzájárulása Uitbergen fejlődéséhez, hogy teljes mértékben saját forrásaiból építette fel 1927-ben a polgármesteri hivatal épületét, amikor ezt a tisztséget töltötte be. Emellett Albert az év egy részét Brugge városában töltötte, ahol a könyvtári felügyelőbizottság, a régészeti társaság és a konzervatórium elnöke volt.
Bár képzettségét tekintve ügyvéd volt, mégis aktív szerepet vállalt a belga numizmatikai életben, tagja volt a Revue belge de numismatique és a Revue belge d'archéologie et d'histoire de l'art folyóiratok szerkesztőségének. Tiszteletbeli elnöke volt a belga numizmatikai társaságnak és a belga királyi régészeti társaságnak.

## Bibliográfia
- Albert VISART de BOCARMÉ, Recherches sur les imprimeurs brugeois, Brugge, 1928
- Albert VISART de BOCARMÉ, Brève notice sur l'origine et le développement de l'art typographique à Bruges accompagnée d'une courte notice sur l'activité de la maison Desclée de Brouwer, Bruges, Desclée de Brouwer, 1951